# Live at the BBC (Electric Light Orchestra)
Live at the BBC è un album dal vivo del gruppo musicale rock britannico Electric Light Orchestra, pubblicato nel 1999 e registrato in diverse sessioni per la BBC.

## Tracce
Testi e musiche di Jeff Lynne, eccetto dove indicato.
Disco 1
1. From the Sun to the World (Boogie No. 1) – 11:39
2. Kuiama – 10:27
3. In the Hall of the Mountain King – 8:10 (Edvard Grieg)
4. Roll Over Beethoven – 5:09 (Chuck Berry)
5. King of the Universe – 4:54
6. Bluebird is Dead – 4:09
7. Oh No Not Susan – 2:43
8. New World Rising – 6:39
9. Violin Solo / Orange Blossom Special – 2:37 (Mik Kaminski / Ervin T. Rouse, Gordon Rouse)
10. In the Hall of the Mountain King – 4:56 (Grieg)
11. Great Balls of Fire – 3:25 (Otis Blackwell, Jack Hammer)

Disco 2
1. Fire On High – 5:35
2. Poker – 4:20
3. Nightrider – 4:59
4. Medley - On the Third Day – 13:14
5. Showdown – 4:45
6. Eldorado Overture / Can't Get It Out of My Head – 6:05
7. Poor Boy – 2:43
8. Illusions in G Major – 3:39
9. Strange Magic – 3:36
10. Evil Woman – 5:19
11. Ma-Ma-Ma Belle – 5:32